# Palais Windisch-Graetz (Renngasse)
Le palais Windisch-Graetz ou Geymann-Windisch-Graetz est un palais urbain de Vienne, dans l'Innere Stadt de Vienne, à l'adresse Renngasse 12, non loin de la Freyung.

## Histoire
Le bâtiment baroque est probablement construit en 1702 et 1703 par l'architecte Christian Alexander Oedtl pour Johann Carl von Geymann (mort en 1709), dont les ancêtres viennent de Haute-Autriche. Par les barons de Mannsperg, il devient la possession de la Fondation de la Maison des Grands Pauvres et Invalides à Alservorstadt en 1731 et est acquis par Marie-Thérèse comtesse de Windisch-Graetz pour 30 000 florins en 1755. Il est resté en possession de la famille princière Windisch-Graetz, d'abord par le prince Alfred II, puis son fils, Alfred III, ministre-président d'Autriche-Hongrie, qui le fait rénover par l'architecte Emil Bressler en 1894-1895 pour ses fonctions de représentation. Sa veuve, Gabrielle von Auersperg, habite la résidence jusqu'à sa mort en 1933. En 1935, l'abbaye de Klosterneuburg acquiert la propriété des héritiers d'Alfred Windisch-Graetz. L'établissement religieux en fait des bureaux pour ses activités ou la location.
Dans le palais, il y a un grand escalier avec des marches et des podiums en calcaire de Kaisersteinbruch.

## Source de traduction
1. ↑  (de) « Palais Geymann-Windisch-Graetz », sur burgenkunde.at (consulté le 3 mars 2021)

- (de) Cet article est partiellement ou en totalité issu de l’article de Wikipédia en allemand intitulé « Windisch-Graetz (Renngasse) » (voir la liste des auteurs).